# Ридруэхо, Дионисио
Диони́сио Ридруэ́хо (исп. Dionisio Ridruejo, 12 октября 1912, Бурго-де-Осма, пров. Сория — 29 июня 1975, Мадрид) — испанский поэт «поколения 1936 года», политический деятель.

## Биография
Учился в церковных школах Сеговии, Вальядолида и Мадрида, поступил в университет Марии Кристины в Эскориале, в 1933 присоединился к Испанской Фаланге, стал одним из авторов фалангистского гимна «Лицом к солнцу».
Вступил в Фалангу в 1933 году в возрасте 21 года, потому что «видел вокруг себя массу злоупотреблений, творившихся под флагом законности. Крупный капитал и государственная бюрократия измывались, как хотели, над простыми людьми».
В годы Гражданской войны возглавил Управление пропаганды в правительстве Франко (впрочем, не очень высоко оценивая свою профессиональную деятельность на этом посту: Ридруэхо позже вспоминал, что уровень мастерства республиканских изданий был на порядок выше фашистских), привлёк на свою сторону своего друга лингвиста Антонио Товара, ранее симпатизировавшего республиканцам (последний возглавил Национальное радио Испании). Получил прозвище «Испанский Геббельс».
В конце 1940 года Ридруэхо покидает пост генерального директора Управления пропаганды, засомневавшись «в справедливости дела, которому служил», и переходит на работу в журнал «Эскориал», в котором работала вся не уехавшая в эмиграцию интеллигенция. На этом посту Ридруэхо пытался добиться «смягчения крайностей» франкизма. В 1941 в рядах Голубой дивизии добровольцем отправился вместе с гитлеровскими войсками воевать на советский фронт в надежде убежать от реалий фашистской Испании, с которыми он не мог мириться, но и пока не решался открыто порвать.

В 70-х он вспоминал: 
Рад встретиться с советским человеком… Вы знаете, я бывал в вашей стране. Правда, заявился туда не в качестве друга, а вместе с гитлеровскими завоевателями. И скажу: эта авантюра послужила для меня хорошим уроком. Именно на вашей земле я понял то, о чём только начал догадываться, когда в Испании затихли сражения гражданской войны: фашистская диктатура — это величайшая трагедия для целых народов и для каждого человека в отдельности, какое бы место он ни занимал в обществе.
7 июля 1942, ещё до Сталинграда, Ридруэхо пишет письмо Франко, в котором отказывался от всех официальных постов и пишет о необходимости «Новой Испании». Франко не отвечает и 29 августа 1942 года Ридруэхо направляет ещё одно послание — на этот раз председателю политической хунты фаланги Рамону Серрано Суньеру, где вновь подтверждает своё решение уйти со всех постов.
Власти отреагировали ссылкой сначала в Ронду, затем — в Каталонию. Наложили запрет на издание трёх книг. В 1948 году в качестве корреспондента уезжает в Италию. С 1951 жил в Мадриде, пытался либерализовать режим Франко. В 1955 создал полуподпольный клуб, в котором пытался свести вместе «аутентичных» фалангистов с коммунистами, социалистами и левыми демократами на почве оппозиции к Франко. В 1956 был заключен в тюрьму, в 1957 обратился с личным посланием к диктатору, снова оказался в тюремном заключении. 
В том же 1957 основал Социальную партию демократического действия, совмещавшую реформистскую социал-демократическую экономическую программу с либеральными культурными установками и христианско-демократической идентичностью (на основе этой партии в 1974 создал Испанский социал-демократический союз). С начала 1960-х выступал в разных частях света (Буэнос-Айрес, Мюнхен, Париж) с различными антифранкистскими инициативами, в 1962—1964 жил в эмиграции в Париже.

## Творчество
Как поэт был абсолютным приверженцем неоклассики, развивал традиции Гарсиласо де ла Веги, культивируя строгую форму сонетов и стансов, которые наполнял совсем не классическим напряжением и драматизмом. Кроме стихов, оставил драму «Дон Хуан» и автобиографическую книгу «Что-то вроде воспоминаний».

## Произведения

### Стихи
- Plural/ Во множественном числе (1935).
- Primer libro de amor/ Первая книга стихов о любви (1939).
- Poesía en armas/ Поэзия в бою (1940).
- Fábula de la doncella y el río/ Сказание о девушке и реке (1943).
- Sonetos a la piedra/ Сонеты, выбитые на камне (1943).
- En la soledad del tiempo/ В бесприютные времена (1944).
- Elegías/ Элегии (1948).
- En once años. Poesías completas de juventud (1935—1945)/ За одиннадцать лет. Полное собрание юношеских стихотворений (1950, Национальная премия).
- Hasta la fecha (Poesías Completas)/ По сей день: полное собрание стихотворений (1962) .
- Cuaderno catalán/ Каталанская тетрадь (1965).
- Casi en prosa/ Почти прозой (1972).
- En breve / В двух словах (1975).

### Проза
- Casi unas memorias/ Что-то вроде воспоминаний (1976).